# Ronald Numbers

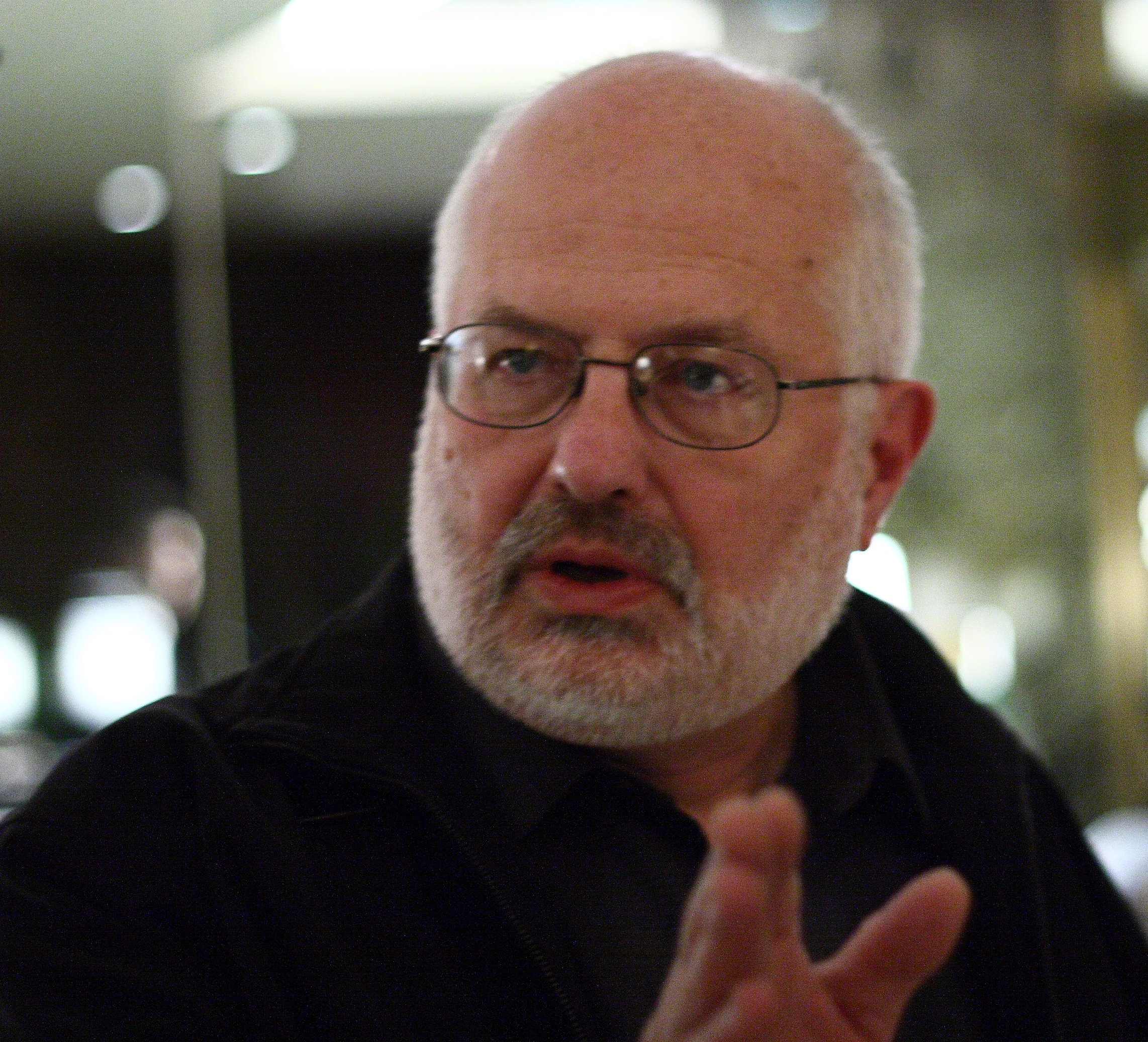
Ronald L. Numbers 2007 in Washington, D.C.

Ronald L. Numbers (geboren am 3. Juni 1942; gestorben am 24. Juli 2023)  war ein US-amerikanischer Historiker. Er war Hilldale und William Coleman Professor of the History of Science and Medicine an der University of Wisconsin. Er lebte mit seiner Frau Janet S. Numbers und seiner Tochter Lesley in Madison, Wisconsin.

## Akademischer Werdegang
Ronald L. Numbers hat an der Southern Adventist University in Tennessee Mathematik und Physik studiert. An der Florida State University hat er ein Studium der Geschichte mit einem M.A. abgeschlossen und promovierte an der University of California, Berkeley über ein wissenschaftshistorisches Thema. Als Josiah Macy Fellow verbrachte er ein Jahr am Institute of the History of Medicine an der Johns Hopkins University, darüber hinaus verbrachte er ein Jahr als Fellow des Interdisciplinary Studies Program an einem Institut der Menninger Foundation in Topeka, Kansas. Seit 1974 lehrte er Wissenschafts- und Medizingeschichte an der University of Wisconsin in Madison, Wisconsin. Er war dort William Coleman Professor of the History of Science and Medicine. Er war Mitglied in den Vorständen der amerikanischen Gesellschaft für Medizingeschichte, der Gesellschaft für Wissenschaftsgeschichte und der amerikanischen Gesellschaft für Kirchengeschichte. In der Zeit von 1989 bis 1993 war er Herausgeber der Zeitschrift Isis, dem Organ der Amerikanischen Gesellschaft für Wissenschaftsgeschichte. Er arbeitete an dem Artikel „Amerikanische Wissenschaftsgeschichte“ für das Lexikon der „Cambridge History of Science Series“. Seit 1995 war Numbers gewähltes Mitglied der American Academy of Arts and Sciences. 2008 wurde Numbers mit der George-Sarton-Medaille ausgezeichnet, dem höchst renommierten Preis für Wissenschaftsgeschichte der von George Sarton und Lawrence Joseph Henderson gegründeten History of Science Society (HSS).

## Schriften
- The Creationists. The Evolution of scientific Creationism, New York: Alfred A. Knopf, 1992 (erweiterte Neuauflage: The Creationists. From scientific Creationism to Intelligent Design, Cambridge MA: Harvard University Press, 2006)
- Darwinism Comes to America, Cambridge, MA: Harvard University Press, 1998.
- Disseminating Darwinism: The Role of Place, Race, Religion, and Gender, Cambridge: Cambridge University Press, 1999.